# 贝尼苏埃拉
贝尼苏埃拉，是西班牙巴伦西亚自治区巴伦西亚省的一个市镇。总面积2平方公里，总人口193人（2001年），人口密度97人/平方公里。